# S線上的黛娜
《S線上的黛娜》是創作的日本漫畫。2006年至2010年連載於芳文社雜誌《Manga Time Kirara Forward》。2009年推出廣播劇CD。

## 登場人物

### 主要角色
緹娜·弗爾提希安（聲：田村由香里）
故事初期為AAA級生命調音師，後來晉升為SA級生命調音師。年幼時失去了雙親，被調音師總部聘為調音師候補。為了回收散落到世界各地的惡質音符而被派往日本，與被惡質音符糾纏的恭介相遇。在了解音符已經融入恭介的生命樂譜以及瞭解到恭介的能力後決定住到他的家中，藉助其對音樂強烈的感知能力回收音符。
響恭介（聲：杉田智和）
作品的男主角。在一場交通事故後，因為與惡質音符融合，變得能看見生命樂譜及擁有超越緹娜等調音師的聽力。「起始之樂譜」擁有者。
美佐努·利裘爾卡蕾（聲：堀江由衣）
生命調音師。為了幫助因幾大名門的施壓而破落的碧蕾家而自願捨去了名門利裘卡爾蕾家的身份。與索普拉一起致力於樂譜的研究發明。
索普拉·碧蕾（聲：能登麻美子）
生命調音師。曾經是以研究音符而建立的名門碧蕾家的一員。與朋友美佐努一起致力於樂譜的研究發明。
艾倫·斯弗爾茲（聲：川澄綾子）
SA級生命調音師。在回收惡質音符和觀光的途中與恭介結識。
蒂温·奧爾蓋爾（聲：佐藤利奈）
E級生命調音師。出身奧爾蓋爾家族分家的少女，生命調音師總督古羅立亞是她的叔父。使用男性的第一人稱「僕」自稱。以前留長髮。仰慕艾倫。

### 生命調音師
古羅立亞·奧爾蓋爾
生命調音師總督。
柯德
第一樂團團長，負責惡質音符回收工作。
庫拉維絲
第一樂團副官。柯德的助手。
維娜
第二樂團團長。負責調音師的醫療工作。
弗爾提奧·斯弗爾茲
第三樂團團長。艾倫的哥哥。
雷加德·菲娜蕾
第四樂團團長。負責追捕調音師叛變者。構成調音師組織主要力量的研究機構三大組成家族之一菲娜蕾家族的成員。擁有特殊的命運樂譜，肉體成長緩慢，已經活了1000年。基塔拉逃亡時負責追捕工作，把為了讓妻子攜帶恭介逃走而留下來拖延時間的基塔拉殺害。
貝露莉拉·利裘爾卡蕾
第五樂團團長。負責諜報部隊的工作。是構成調音師組織主要力量的研究機構三大組成家族之一利裘爾卡蕾家族的當家。美佐努的姐姐。
音無琴子
樂器店「adagio」的經營者。生命調音師第二樂團的前團員。跟弗爾提奧是舊識。基塔拉夫婦逃亡時跟著珂露妲來到日本，在珂露妲過世後在許多方面對恭介提供幫助。
康特拉爾特·多多·加布裏艾爾·德·拉·傑洛蒂爾
生命調音師。追蹤緹娜來到了日本。
胡弓
恭介的奶奶。出身自日本的調音師。由於生命樂譜的節奏緩慢導致肉體成長遲緩，已經活了300多年。從江户時代就被調音師保護起來，為了防止對自身對周遭事物產生不良影響而自願過起了與世隔絕的隱居生活。跟法國街頭餐廳的廚師羅庫結婚，生下基塔拉。
康塔·碧蕾
索普拉的哥哥。雖然是生命調音師，但主要工作為研究。作為胡弓的信使而與抵達法國的恭介一行人會合。
奧斯緹娜德·莫諾芙妮
「起始之樂譜」擁有者。被幽禁在調音師總部一處別墅。古羅立亞和基塔拉30年前失蹤的青梅竹馬。已經有40多歲。能夠完全記憶右眼看過的樂譜，並像作曲一樣複製記錄下來。因為這種能力，連自己衰老的細胞也能改寫。為防止被壞人利用而在右眼戴上了眼罩。
基塔拉
恭介的父親，胡弓的兒子。培養調音師的小學的教師。跟珂露妲結婚後生下恭介，恭介三個月大的時候被判定擁有「起始之樂譜」，調音師高層做出隔離恭介的決定。下定決心選擇自己內心不會後悔的道路逃往日本。在逃亡的路上為了幫珂露妲爭取時間而獨自留下了對抗前來追捕的第四樂團團長雷加德，直到戰死。
珂露妲
恭介的母親，基塔拉的妻子。擁有日本人血統。生命調音師第二樂團的前團員。在小學工作時結識基塔拉並與之結為夫妻，生下恭介。恭介被判定擁有「起始之樂譜」被調音師高層要求隔離後，決定與丈夫舉家逃往日本。途中因為雷加德的追捕而失去了丈夫，後來在琴子的幫助下逃到了日本。已故。

## 用語
起始之樂譜
一般的調律師只能改寫樂譜，擁有起始之樂譜的人不僅能改寫，還能夠創造樂譜。

## 出版書籍
| 冊數 | 芳文社         | 芳文社                 |
| 冊數 | 發售日期       | ISBN                   |
| ---- | -------------- | ---------------------- |
| 1    | 2007年8月27日  | ISBN 978-4-8322-7650-5 |
| 2    | 2007年12月26日 | ISBN 978-4-8322-7674-1 |
| 3    | 2008年4月26日  | ISBN 978-4-8322-7696-3 |
| 4    | 2008年8月27日  | ISBN 978-4-8322-7728-1 |
| 5    | 2009年2月12日  | ISBN 978-4-8322-7775-5 |
| 6    | 2009年7月13日  | ISBN 978-4-8322-7820-2 |
| 7    | 2010年1月12日  | ISBN 978-4-8322-7878-3 |
| 8    | 2010年6月11日  | ISBN 978-4-8322-7916-2 |
| 9    | 2010年10月12日 | ISBN 978-4-8322-7948-3 |

## 廣播劇CD
2009年7月24日發售廣播劇CD。